# 本野精吾
本野 精吾（もとの せいご、1882年（明治15年）9月30日 - 1944年（昭和19年）8月26日）は、大正期から昭和初期にかけて京都を中心に活躍した建築家。日本におけるモダニズム建築の先駆者のひとり。

## 主な経歴
- 1882年、読売新聞社創業者・2代目社長の本野盛亨の5男として東京に生まれる。兄に、寺内内閣で外務大臣を務めた本野一郎、早稲田大学教授・4代目読売新聞社社長を務めた本野英吉郎、電気工学者で京都帝国大学教授を務めた本野亨がいる。
- 暁星中学校、第一高等学校を経て、1906年に東京帝国大学工科大学建築学科を卒業（同期に岡田信一郎、松井貴太郎、横濱勉などがいる）、三菱合資会社（三菱地所）技師となる。1908年に武田五一の招きにより京都高等工芸学校（京都工芸繊維大学の前身）教授となる[2]。

- ドイツ留学でモダニズムの洗礼を受け、1927年に京都で結成された日本インターナショナル建築会（当初の同人は、本野精吾、上野伊三郎、石本喜久治、中尾保、伊藤正文、新名種夫の6名）に参加し、関西のインターナショナル・スタイル（国際様式）の中心的人物として活躍した。建築のみならず家具や舞台・船室の設計など幅広い仕事を手がける。川崎造船デザイン顧問などを務めた[3] 。エスペランティストとしても知られている[1]。
- 中村鎮式コンクリートブロック造で有名な「本野精吾自邸」は、三男・本野東一（京都高等工芸学校図案科卒、大阪芸大教授）一家が同居して、維持管理を続けている。東一の歿後は長男・本野陽（本野精吾の孫）が引き継いでいる。

## 主な作品
| 建造物名                     | 現況                   | 年                 | 所在地       | 指定             | 備考                                                                              |
| ---------------------------- | ---------------------- | ------------------ | ------------ | ---------------- | --------------------------------------------------------------------------------- |
| 旧西陣織物館                 | 京都市考古資料館       | 1914年（大正3年）  | 京都市上京区 | 京都市有形文化財 | 日本におけるモダニズム建築の先駆として知られる。                                  |
| 本野精吾自邸                 | 木村松本建築設計事務所 | 1924年（大正13年） | 京都市北区   |                  | 中村鎮式コンクリートブロック造                                                    |
| 旧鶴巻邸                     | 栗原眞純邸             | 1929年（昭和4年）  | 京都市山科区 | 登録有形文化財   | 京都高等工芸学校校長・鶴巻鶴一邸として建てられた。 中村鎮式コンクリートブロック造 |
| 旧京都高等工芸学校本館       | 京都工芸繊維大学3号館  | 1930年（昭和5年）  | 京都市左京区 | 登録有形文化財   |                                                                                   |
| 「橘丸」などの客船の船内装飾 |                        |                    |              |                  |                                                                                   |